# Maurice Schumann
Maurice Schumann, född 10 april 1911 i Paris, död 9 februari 1998 i Paris, var en fransk politiker, journalist och författare.

## Biografi
Som son till en judisk far och romersk-katolska mor från Alsace, studerade Schmann vid Lycée Janson de Sailly och Lycée Henri-IV och tog senare en humanistisk examen vid Sorbonne. Han konverterade till sin mors religion 1937 och sade en gång om Frankrikes öde när landet led av allierade bombräder, "... .och nu reduceras vi till det mest fruktansvärda öde: att dödas utan att döda tillbaka, att bli dödad av vänner utan att kunna döda våra fiender ".
Efter frivillig krigstjänst under andra världskriget återupptog han sin verksamhet som journalist och politisk redaktör för tidningen L’Aube.Han var 1945 med och grundade Folkrepublikanska partiet (MRP) och var dess ordförande fram till 1949. Han blev senare gaullist och satt i den franska regering i flera omgångar och som utrikesminister 1969-73 under Georges Pompidou. Under ett möte mellan utrikesministrarna i Europeiska gemenskapen 1969, preciserade han Frankrikes villkor för Storbritannien för att kunna gå med i gemenskapen vid deras tredje ansökan, nämligen att frågor om jordbrukets finansiering måste lösas först.
Schumann var också senator, författare och medlem av den franska akademin på stol nr 13.